# Karli Naue Sextett
Das Karli Naue Sextett, auch Karli-Naue-Sextett, später Studio Sextett und Studio Formation, war eine deutsche Tanzmusik- und Jazz-Amateur-Band.

## Geschichte
Die Gründungsmitglieder Karli Naue, Fred Klein, Horst Rittmeister, Hans-Georg Werner und Gerhard Werner kannten sich seit der gemeinsamen Schulzeit in der „Himmelspforte“, dem heutigen Heinrich-Mann-Gymnasium Erfurt. Nach Gründung 1952 in Erfurt war das Karli Naue Sextett bis zum Ende der 1960er Jahre eine der regional erfolgreichsten Tanzkapellen im Bezirk Erfurt. Höhepunkte waren die Siege beim Endausscheid als beste Amateurband der DDR in den Jahren 1957 und 1959.
Neben dem Arrangieren von  populären Schlagern und Jazzklassikern komponierte Karli Naue ca. 50 eigene Musikstücke für eigene und fremde Rundfunkproduktionen. Allerdings gab es nur wenige Titel, die auf Schallplatten aufgenommen wurden.
Die Musiker traten sowohl in Erfurt als auch in anderen Orten der DDR mit ihrem Programm auf, so zum Beispiel als „Kleine Besetzung“ des Thomas-Müntzer-Ensembles des VEB Optima Erfurt, als Hausband in diversen Klubhäusern Erfurts und der Umgebung, z. B. Kultur- und Freizeitzentrum Stadt Moskau, Stadtgarten Erfurt, Energieklubhaus Erfurt, Wohngebietsgaststätte „Stadt Berlin“ und Weimarhalle.
Sie spielten unter anderem bei Veranstaltungen der Konzert- und Gastspieldirektion Erfurt, der Tanzschule Traut Erfurt, bei Großveranstaltungen auf der  IGA Erfurt und bei Bühnenbällen des Theaters Erfurt. Darüber hinaus wirkte Karli Naue solistisch in den Orchestern Bruno Droste, Dieter Brandt und Conrad André als Jazz-Pianist bei Rundfunkaufnahmen mit. Er rief 1965 die Veranstaltungsreihe „Jazz am Freitag“ im Presseclub Erfurt ins Leben. Nach 1990 spielte er als Pianist in den Formationen „Saxtett Erfurt“, „Jazzgilde Erfurt“ und „Church Ramblers“.
Seit 1998 ist Naue Leiter und Keyboarder der Gruppe „Naue`s House Band“.

## Höhepunkte
- Spitzenplätze bei den Endausscheiden der besten Amateurtanzkapellen der DDR in den Jahren 1957[2] und 1959[3]
- Teilnahme an den VI. Weltfestspielen der Jugend und Studenten 1957 in Moskau[4]
- Teilnahme an der „Jazz Matinee“ Dresden
- Einstufung in als Amateurtanzorchester der „Sonderstufe“
- Auszeichnung mit der Medaille ausgezeichnetes Volkskunstkollektiv der Deutschen Demokratischen Republik
- Vertretung des Bezirks Erfurt beim „Tag der Volkskunst“ vom 6. – 8. April 1984 im Palast der Republik
- Rundfunk-Live-Sendungen aus dem Klubhaus Suhl
- Rundfunk-Live-Sendungen von der IGA Erfurt

## Aufnahmen
- 1962: Karli Naue Sextett: Wenn ich dich seh', dann fange ich zu träumen an (Schulz-Reichel), Das alles lieb' ich so an dir (Petersen) (Sender Weimar)
- 1968: Studio Sextett Naue: Farbspiele (Sender Weimar)
- 1968: Studio Sextett Erfurt: Party-Zeit und Du Bist Meine Liebe auf Das Zündet[5] (Amiga)